# Trollhättan
Trollhättan város Svédországban, Västra Götaland megyében. Trollhättan község székhelye. Honlapja szerint a vízesések és gátak városa, a modern svéd ipar szülőhelye. A 19. század elején megnyitott Trollhätte csatornát annak idején a világ csodái közé sorolták. Évszázadokba telt, mire sikerült megszelídíteni a Göta-folyó zúgóit és az energiatermelés szolgálatába állítani a folyót.
Nevét a népmesék történetei alapján kapta. A hiedelmek szerint a folyóban mondai szörnyetegek, trollok éltek, a zúgókból felbukó szigetecskék pedig a trollok csuklyái („hättor”).

## Történelem
Trollhättan csak 1916-ban nyert városi státuszt.
Az első telepesek hétezer évvel ezelőtt jelentek meg itt, a Göta partján. Ezek a vadászó-gyűjtögető emberek hamar áttértek a letelepült, földművelő életmódra.
A település fejlődése a vad folyó megszelídítésétől, a csatorna építésétől kapott nagy lökést a 18. század végén és a 19. elején. A csatorna és a gátak építésén százak dolgoztak, a folyó partján számukra sorban nőttek ki az épületek, növekedett a közösség, fejlődésnek indult a kereskedelem, majd az ipar is. 1847-ben itt alakult a NOHAB cég, amely aztán világszerte vásárolt mozdonyokat gyártott.

## Gazdaság
A jó közlekedési összeköttetések és az olcsó vízi energia később is vonzotta az ipari cégeket, itt volt a híres NOHAB székhelye is. A város ma csúcstechnológiai cégeknek is az otthona: a Saab Automobil gyártóhelye, és az űrtechnológiában is tevékenykedő Volvo Aero is jelen van.

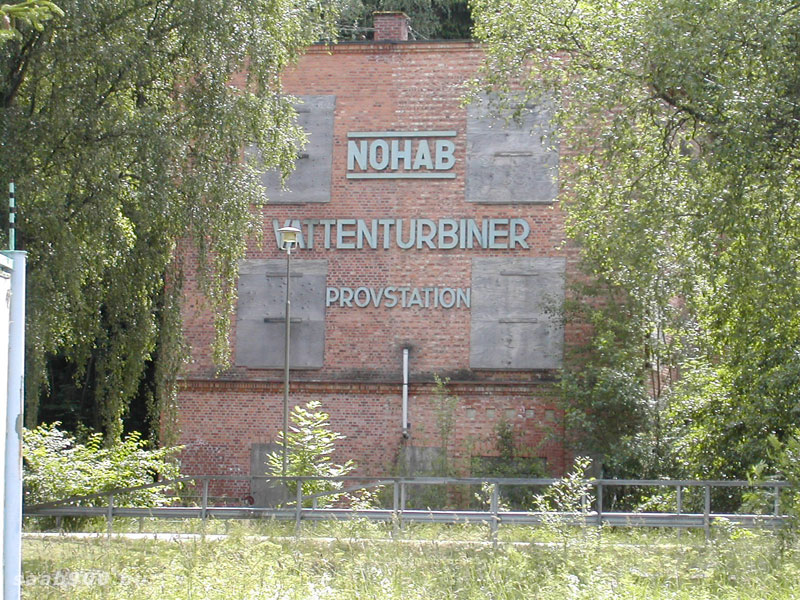

Trollhättan ad otthont az 1992-ben alapított Film i Väst filmstúdiónak is, ahol többek közt Lars von Trier forgat szívesen és ahol a svéd játékfilmek mintegy fele készül. A filmgyártó központ beceneve a város nevéről „Trollywood”.

## Turizmus
- A város egyik legkedveltebb turistalátványossága a Vattenfall vízerőmű gátjának megnyitása. A nyári hónapokban, májustól szeptemberig, hetente egyszer a tározóból óriási energiával és látványosan zúdul ki a víz a régi folyómederbe.
- A csatorna és áteresztőgátjai
- A Saab autómúzeum
- A tudományos-innovációs központ
- A Mon gyógynövénykert
- Az Olidan vízerőmű
- A 411 méter hosszú, 30 méter magasban futó sikló
- A veteránautó kiállítás június és augusztus közt minden szerda este
- A Strömkarsrally autóverseny szeptemberben
- Az "októberi vásár" a hónap utolsó szombatján